# Gijs Küller
Gijs Küller, né le 28 juin 1881 à Loenen aan de Vecht et mort le 14 janvier 1959 à Helvoirt, est un aviateur néerlandais.

## Biographie
Il fut le premier Néerlandais à effectuer un vol motorisé. Selon le magazine De Luchtvaart du 20 novembre 1909, il a volé dans une Antoinette les 8 et 11 novembre 1909. Il fut également le premier à effectuer un vol motorisé au-dessus de l'Indonésie (alors les Indes orientales néerlandaises) le 18 mars 1911.
Küller avait fait une étude technique et quelques essais de planeurs avant de partir à Mourmelon-le-Grand pour prendre des leçons de pilotage. C'est au cours de ces leçons de pilotage qu'il obtient un poste d'instructeur à l'usine Antoinette au début de l'année 1910. Le 5 avril de la même année, il obtient son brevet de pilote. Il se produit à la Semaine d'aviation de Touraine et à la Grande Semaine d'aviation de Rouen du 19 au 26 juin 1910. Après cinq mois comme instructeur, il démissionne. Il remplace le moteur de l'Antoinette par un moteur ENV Aero problématique et commence à assister à des démonstrations et des compétitions de vol. Il s'y fait remarquer en décollant toujours par vent fort.
Avant de partir, Küller visite le chantier Gusto à Schiedam où il a travaillé comme mécanicien (Rotterdamsch Nieuwsblad mercredi 1er février 1911). Küller part pour les Indes néerlandaises, y arrive le 7 mars 1911 et y effectue le 18 mars le premier vol motorisé au-dessus de Surabaya. Cette démonstration était organisée par la NIVvL. Par la suite, Küller vole à Semarang, Djokja, Medan à plusieurs reprises dans les Indes orientales britanniques, puis à Batavia et Solo. Le 7 novembre, il repart pour les Pays-Bas.
Le 30 octobre 1910, il fait une démonstration au-dessus du Molenheide pour l'Eerste Nederlandsche Vliegvereeniging et plus tard, lors de l'inauguration des aérodromes de Soesterberg et d'Ede, pour la Maatschappij voor Luchtvaart.
En 1915, Küller effectue son dernier vol, en guise de pari. Après cela, quelque peu désabusé, il cesse de voler. Il ne réussit pas à obtenir un poste d'instructeur au sein de la LA-KNIL, bien qu'il participe à l'achat d'avions américains pour la LA-KNIL. En Amérique, il rencontre Elsa Grace Pickhardt qu'il épouse à New York le 6 mars 1917. Après 1920, il s'installe à Oisterwijk où il a également passé son enfance. Il s'installe dans une villa réquisitionnée par les occupants allemands, puis britanniques, pendant la Seconde Guerre mondiale, au cours de laquelle elle brûle complètement. Gijs et sa femme s'installent ensuite à Dennehoef, à Moergestel, qui héberge également des clandestins. En 1950, ils ont déménagé à Helvoirt, où Gijs Küller est mort en 1959.